# Зазьдзеж
Зазьдзеж (пол. Zaździerz) — село в Польщі, у гміні Лонцьк Плоцького повіту Мазовецького воєводства.
Населення — 156 осіб (2011).
У 1975-1998 роках село належало до Плоцького воєводства.

## Демографія
Демографічна структура станом на 31 березня 2011 року:
|          | Загалом | Допрацездатний вік | Працездатний вік | Постпрацездатний вік |
| -------- | ------- | ------------------ | ---------------- | -------------------- |
| Чоловіки | 80      | 13                 | 57               | 10                   |
| Жінки    | 76      | 11                 | 41               | 24                   |
| Разом    | 156     | 24                 | 98               | 34                   |